# Anarchistická ekonomie
Anarchistická ekonomie je soubor ekonomických teorií a praktik, které spadají pod myšlenkový a politický proud anarchismu, které anarchisté implementují a které jsou chápány jakožto určitá forma odporu vůči státu a v části směrů (sociální anarchie) i proti kapitalismu. 

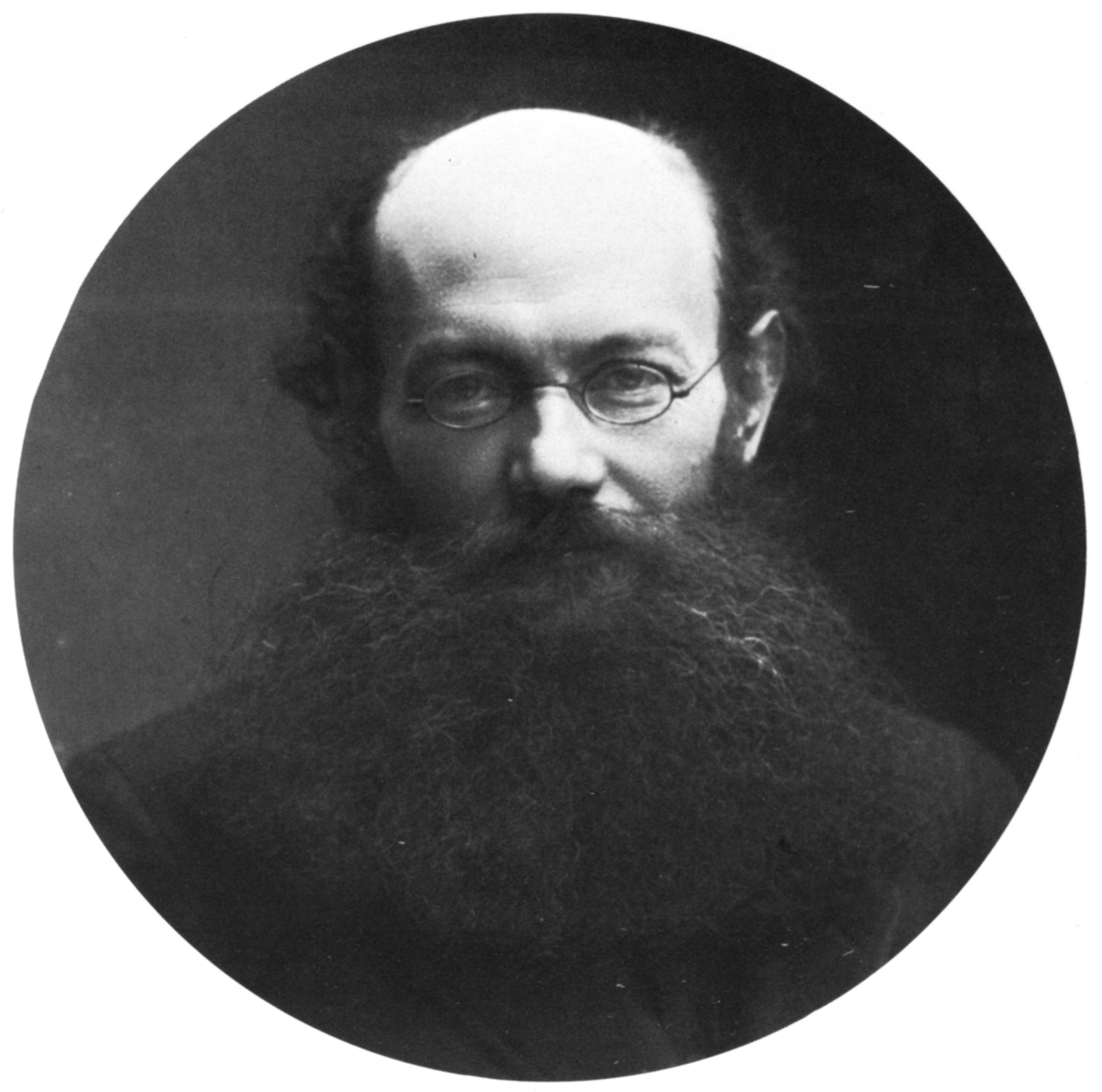
Petr Kropotkin, anarchistický teoretik

## Úvod
Anarchismus se v době svého vzniku vyhrazoval proti kapitalismu a působil jako opoziční směr (proporčně významné sociální směry pramení ze socialismu), často je však chápán v nejzákladnějším smyslu pouze jako opozice vůči státu, ale obecně je mezi anarchisty uznávané, že toto tvrzení je chybné a spíše definují anarchismus jako odpor vůči jakékoliv formě autority včetně kapitalismu a soukromého vlastnictví a to kvůli jejímu porušování principu svobody a rovnosti.
Ačkoliv se velká část anarchistických směrů proti kapitalismu vymezuje, rozhodně i přes filozofický rozkol nelze upozaďovat individualistické směry, jež většinou podporují alespoň část prvků kapitalismu, či volného trhu, nebo ho považují rovnou za esenciální (anarchokapitalismus).
Běžně je anarchismus považován za radikálně (majoritně) levicové hnutí a mnoho postupů sociální anarchie v ekonomice pramení z ideologií se socialistickou politikou jako komunismus, kolektivismus, syndikalismus atd.
V ekonomické opozici se sociálními proudy anarchismu stojí individualistické proudy, jež můžeme označit jako ekonomicky pravicové, či středopravicové. Hlavním nadřazeným prvkem skrz celé spektrum proudů je snaha o potlačení státu, jednotlivé směry tuto snahu mohou odůvodňovat různými argumenty.
Potýká se s častou nesprávnou interpretací nebo nepřesnou reprezentací. Jmenovitě s ideou, že anarchismus je násilný nebo násilí inspiruje.

## Sociální směry

### Mutualismus
Podkladem pro ideu anarchomutualismu je dílo Pierra-Josepha Proudhona, jenž se jako jeden z prvních myslitelů sám označil za anarchistu. Zakládá se na pracovní teorii hodnoty (kterou můžeme pozorovat např. v myšlenkách Karla Marxe, či Adama Smitha), jež tvrdí, že při prodeji práce nebo jejího výsledku má pracující obdržet zboží nebo služby ztělesňující množství práce potřebné k výrobě zboží přesně totožného a rovného užitku. Pokud obdrží méně, jedná se dle mutualistů o vykořisťování. Kritizují také vměšování státu do ekonomiky, či pasivní příjem skrz investice, půjčky a nájemní smlouvy, protože se dle nich nejedná o spravedlivou formu příjmu. Mutualisté na rozdíl od jiných sociálních anarchistů podporují určitou formu existence trhů a všeobecně jsou příznivci této ideologie ve 21. století často mírnější v kritice prvků kapitalismu, než jiné směry sociální anarchie. Proudhon byl ale kritizován jak kapitalisty, tak i více levicovými autory, jako Bakuninem, či Kropotkinem. 

### Anarchokomunismus
Základní premisou anarchokomunismu je (jako u veškerých anarchistických směrů) směřování ke zrušení státu, dalšími, specificky anarchokomunistickými myšlenkami jsou kolektivní správa majetku, či zdrojů, jakožto i zrušení soukromého vlastnictví. Zajímavá je i idea úplného zrušení trhů, jež se v dílech autorů také objevuje. Oproti levicově orientovaným režimům s autoritářskými tendencemi se místo centralizace snaží o decentralizaci a samosprávu pracujících skrz takzvané komuny, jež mají být dle teorie substitucí pro stát. Cílem anarchokomunismu je postupné potlačení společenských hierarchií a zrušení měny, směna je poté dle teorie zajišťována např. skrz barter, v některých případech dle autorů i přídělové lístky. Ekonomicky můžeme označit směr za levicový a antikapitalistický, protože se vymezuje vůči velké části pilířů kapitalismu(soukromé vlastnictví, či trhy, dle příznivců také například pracovní hierarchie založená na rozdělení vlastnictví výrobních prostředků). 
Kolektivní správa majetku má být aplikována skrz procesy demokratizace, či kolektivizace, obdoba zestátnění, ačkoliv majetek poté dle teorie nespravuje stát, nýbrž samotní dělníci skrz komuny. 
Nejvýznamnějším autorem spojeným s tímto směrem je např. Petr Kropotkin, dalšími významnými autory jsou třeba Enrico Malatesta, či Noam Chomsky. 
Jelikož se anarchokomunismus zaměřuje primárně na potlačení státu, společenských tříd a společenskou rovnost, kritici z řad volnotržních anarchismů argumentují proti této ideologii např. tím, že by takový systém musel být naprosto dobrovolný, poněvadž autorita a moc k donucení nemůže v takovém systému existovat, v případě, že ano, mohli bychom tuto autoritu označit za jistou formu státu a to by se pak nejednalo o anarchokomunismus. Další podstatné protiargumenty obhajují nedotknutelnost soukromého majetku jako jeden z důležitých principů moderních společností a kritizují náhrady tržní ekonomiky třeba pro jejich údajnou neefektivnost.

### Anarchosyndikalismus
Název je odvozen od francouzského slova syndikát, označující odborové organizace. Pro směr jsou velmi důležité organizace, které zaměstnance sdružují, zastupují a vyjednávají pro ně například lepší pracovní podmínky, ohodnocení, či benefity. Postupně by společnost měla skrz odbory být řízena a organizace by měly díky moci nabyté skrz masivní členské základny zaštiťovat hypotetickou radikální stávku, následovanou revolucí a převzetím moci.
Ač se jedná o dva různé směry, s anarchokomunismem má anarchosyndikalismus velkou část společnou, oba kladou důraz na kolektivní správu, kritiku kapitalismu, změnu pracovně právních vztahů nebo již zmíněný motiv generální stávky jako prvek předcházející revoluci.Dle Woodcocka se jedná o metodu organizace pracujících s cílem dosažení svobodné, beztřídní společnosti a industriální manifestaci anarchismu. Mezi význačné teoretiky patří např. Georges Sorel, či Michail Bakunin.  

## Individualistické směry

### Anarchoindividualismus
Anarchoindividualismus zastává tržní ekonomiku, ale nepodporuje plnohodnotný kapitalismus jako takový. Místo podporování společnosti, ve které by lidé byli závislí na kolektivu a sdíleli by ekonomické prostředky se spíše snaží o posílení dělnické třídy a její pozici tím, že jí napomůže k vlastnictví majetku.
Tato odnož anarchismu se zaměřuje na jedince a jeho potřeby a jeho svobodnou vůli více než na skupinu, společnost či tradice. Je často spojován s mutualismem kvůli jeho vlivu na vývoj anarchoindividualismu.
Anarchoindividualistická společnost by tedy měla být založená na principu “dobrovolně uzavíraných smlouvách a závazcích a jejich vynucování soudy, které by existovaly, ovšem by nahradily stát jako monopol násilí nutící člověka i k věcem, které dobrovolně neslíbil.”  Tímto se anarchoindividualismus blíží k anarchokapitalismu, jelikož v obou je nezbytný systém smluvních dohod.

### Anarchokapitalismus
Anarchokapitalisté usilují o demontáž státu, v tomto se schází s ideou klasického anarchismu ovšem v kontextu ekonomickém chtějí trh ponechat osudu laissez-faire (franc. “nechte činit”), tedy aby se řídil sám. Teorie Adama Smitha o neviditelné ruce trhu je tedy centrálním konceptem pro tuto ideologii, s důvěrou v přirozené plynutí tržního mechanismu a odmítáním zásahu vyšší moci (státu). Stát je tedy v anarchokapitalistickém světě nahrazen volným trhem, který umožňuje jednotlivcům být suverénní a svobodní. Snaží se tedy všechny státem vedené instituce privatizovat, to zahrnuje např. justici, policii nebo zdravotnictví. Důležitým prvkem tohoto systému by byly smluvní dohody, kterými by lidé vytvářeli různé závazky vůči sobě.
Většina anarchistů, obzvláště ti patřící pod proud klasického anarchismu, nepovažují anarchokapitalismus za ideologii spadající pod anarchismus, kvůli tomu, že se rozcházejí v té nejzákladnější definici a tou je odmítání kapitalismu a soukromého vlastnictví. Stále je však často zmiňován v souvislosti s anarchismem, kvůli jeho odporu vůči státu.